# Danmark (Szwecja)
Danmark – miejscowość (tätort) w Szwecji, w regionie administracyjnym (län) Uppsala, w gminie Uppsala.
Według danych Szwedzkiego Urzędu Statystycznego liczba ludności wyniosła: 453 (31 grudnia 2015), 433 (31 grudnia 2018) i 439 (31 grudnia 2019).